# みなくるバス
みなくるバスは、熊本県水俣市を産交バスが運行するコミュニティバスの愛称である。

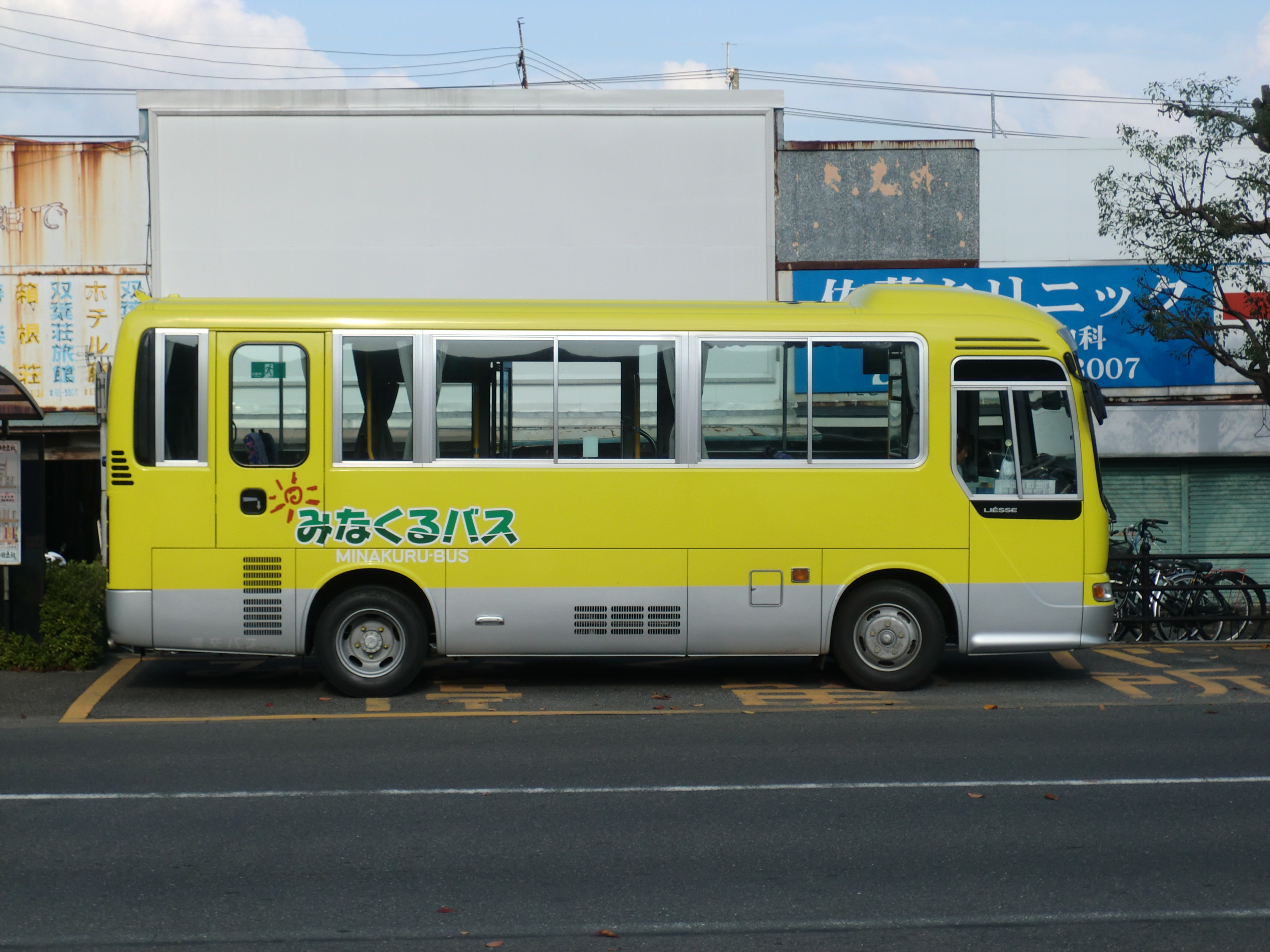
みなくるバス大川線、中屋敷線

## 概説
茂川-梅戸港線・大川線・中屋敷（葛彩館）線・湯の児線・茂道-湯の鶴（頭石・招川内）線の5路線からなる。
かつて産交バスが運行していた路線を引き継いだ路線が多いが、新規で運行を開始した区間や経由もある。
かつては市街地循環線（さくらバス）も運行されていたが、運行系統の見直しに伴い2022年1月4日を以て廃止され、さくらバスに使われていた車両は赤バス（茂川-梅戸港線）に充当されている。

## 沿革
- 2003年1月 水俣市コミュニティバス「みなくるバス」（茂川-梅戸港線）が運行開始。
- 2006年1月25日 大川線、中屋敷線が運行開始。
- 2007年1月 湯の児線が運行開始。
- 2008年3月 茂道-湯の鶴線が運行開始。
- 2016年3月28日 市街地循環線（さくらバス）が運行開始
- 2019年4月1日 各路線に系統番号を導入
- 2022年1月4日 市街地循環線（さくらバス）が廃止

## 運行ルート
- 主要停留所のみ記している（2024年1月4日現在）。

| 案内番号 | 路線名                                | 運行経路 | 備考                                             |
| -------- | ------------------------------------- | --- | ------------------------------------------------ |
| 41       | ■木臼野（茂川）・梅戸港線             | 木臼野上－木臼野－倶楽部前－長崎入口－野川－小田代公民館前－侍－江南橋－5区公民館前－水俣市役所－総合医療センター－白梅の杜－二小入口－祇園神社前－梅戸港－エコパークナーサリー前－百間町－水俣駅前－旭町商店街－JAみなまた支所前－総合医療センター－水俣市役所              |                                                  |
| 42       | ■木臼野（茂川）・梅戸港線             | 水俣市役所→（上記の41系統、「水俣市役所－木臼野上」間往復）→水俣市役所→総合医療センター→JAみなまた支所前→水俣駅前 |                                                  |
| 21       | ■大川線                               | 水俣駅前－旭町商店街－JAみなまた支所前－総合医療センター－水俣市役所－水俣第一中学校前－田子の須－渡野入口－深川駅跡－桜野宮前－葛彩館－みらい館前－羽迫集会所前－暖谷－愛林館前－大川－大川公民館前                                                                         |                                                  |
| 22       | ■中屋敷線                             | 水俣駅前－旭町商店街－JAみなまた支所前－総合医療センター－水俣市役所－水俣第一中学校前－田子の須－渡野入口－松山－葛彩館－みらい館前－集－新屋敷－本屋敷－中屋敷 | 23系統「葛彩館線」は「水俣駅前－葛彩館」の区間便 |
| 23       | ■葛彩館線                             | 水俣駅前－旭町商店街－JAみなまた支所前－総合医療センター－水俣市役所－水俣第一中学校前－田子の須－渡野入口－松山－葛彩館－みらい館前－集－新屋敷－本屋敷－中屋敷 | 23系統「葛彩館線」は「水俣駅前－葛彩館」の区間便 |
| 51       | ■湯の児線                             | 水俣駅前－旭町商店街－JAみなまた支所前－総合医療センター－水俣市役所－文化センター－桜ヶ丘－とんとん峠－白梅病院前－中湯の児－湯の児 |                                                  |
| 31       | ■茂道・湯の鶴（頭石）線               | 茂道漁港－グリーンスポーツ前－袋中学校前－陣原団地前－おれんじ館－三年ヶ浦－浦上町－百間町－水俣駅前－旭町商店街－JAみなまた支所前－総合医療センター－水俣市役所－水光社陣内店前－南福寺－江南橋－内山団地前－御手洗団地前－新屋敷－舟迫橋－湯の鶴温泉センター－流合橋－頭石 |                                                  |
| 32       | ■茂道・湯の鶴（招川内）線 ※頭石経由   | 茂道漁港－（上記の31系統、「茂道漁港－流合橋」間と同一区間）－流合橋－頭石橋－頭石－頭石橋－鞍淵橋－招川内 | 「頭石－頭石橋」間往復運行                       |
| 33       | ■茂道・湯の鶴（招川内）線 ※頭石非経由 | 茂道漁港－（上記の31系統、「茂道漁港－流合橋」間と同一区間）－流合橋－鞍淵橋－招川内 |                                                  |

過去路線
■市街地循環線・さくらバス（11） - 2016年3月28日運行開始、2024年1月4日運行終了。
- エコパーク道の駅みなまた－百間町－水俣駅前－旭町商店街－天神町－市役所前－水俣第一中学校前－田子の須－上田子の須－新水俣駅

### ダイヤ
運行曜日の土曜日と日曜日及び祝祭日・年末年始は「土休日」と表記。
- 41・42■木臼野（茂川）・梅戸港線は、水俣市役所を基点とした循環路線で1日に4回の運行があるが、土休日の「木臼野上」始発の一便目が運休になる。

木臼野（茂川）・梅戸港線運行ダイヤ
- 21■大川線は、水俣駅前を基点とした湯の児地域との往復する区間制の運行路線である。平日は1日4便、土休日は1日3便になる。

大川線運行ダイヤ
- 22・23■（22）中屋敷線・（23）葛彩館線は、大川線同様、水俣駅前を基点とした往復路線で区間制の運行路線である。平日は1日5便、土休日は1日3便になる（そのうち平日2便・土休日1便、水俣駅前－葛彩館（23系統「葛彩館線」）の区間運行便）

中屋敷線・葛彩館線運行ダイヤ
- 51■湯の児線は、水俣駅前を基点とした往復路線である。平日は1日5便で、土休日は1日3便になる。

湯の児線運行ダイヤ
- 31・32・33■茂道－湯の鶴（頭石・招川内）線は茂道漁港－水俣駅前－流合橋－頭石・招川内間を結ぶ往復路線で区間制の運行である。31系統「茂道漁港－水俣駅前－流合橋－頭石」で平日・土休日ともに2便ずつ、32系統「茂道漁港－水俣駅前－流合橋－頭石経由招川内」は平日1便のみ、33系統「茂道漁港－水俣駅前－流合橋－招川内」は平日は1日3便で、土休日1日2便になる。

茂道－湯の鶴（頭石・招川内）線ダイヤ - 茂道漁港始発
茂道－湯の鶴（頭石・招川内）線ダイヤ - 頭石・招川内始発

## 運行会社・運賃
- 運行は産交バス水俣営業所が行っている。
- ■茂川線と梅戸港線の運賃は、中学生以上の大人が一律150円、小学生が80円、回数券利用の場合は1枚必要。

（小学生は小学生専用回数券のみ利用可。）
- ■大川線と中屋敷線の運賃は、2区間までの乗車の場合、中学生以上の大人が150円、小学生が80円、回数券利用の場合は1枚必要、または2区間を超えて乗車の場合、中学生以上の大人が300円、小学生150円、回数券利用の場合は2枚必要。

（小学生は小学生専用回数券のみ利用可。）
- ■湯の児線の運賃は、中学生以上の大人が一律150円、小学生が80円、回数券利用の場合は1枚必要。

（小学生は小学生専用回数券のみ利用可。）
- ■茂道-湯の鶴線の運賃は、2区間までの乗車の場合、中学生以上の大人が150円、小学生が80円、回数券利用の場合は1枚必要、または2区間を超えて乗車の場合、中学生以上の大人が300円、小学生150円、回数券利用の場合は2枚必要。

（小学生は小学生専用回数券のみ利用可。）
- SUNQパス（全種類）・くまモンのIC CARD・クレジットカード等によるタッチ決済が使用できる。但し、熊本県内各バス会社共通1日乗車券「わくわく1dayパス」（熊本県内版）は使用不可。
- みなくるバス専用回数券がある（10枚綴りで、中学生以上の大人が1,000円、小学生専用が500円。車内、産交バス水俣営業所で販売）。
- みなくるバス専用定期券も用意している（産交バス水俣営業所で販売）。

### 区間制
- ■大川線・■中屋敷線・■茂道-湯の鶴線には、区間制を導入している。
  - ■大川線は4区間制である。

（1.水俣駅前～渡野入口/2.渡野入口～葛彩館/3.葛彩館～暖谷/4.暖谷～大川）
  - ■中屋敷線は3区間制である。

（1.水俣駅前～渡野入口/2.渡野入口～葛彩館/3.葛彩館～中屋敷）
  - ■茂道-湯の鶴線は3区間制である。

（1.茂道漁港～水俣駅前/2.水俣駅前～上窪/3.上窪～頭石）

## 車両
■茂川線・梅戸港線
- 日野リエッセ（赤色）

■大川線・中屋敷線および葛彩館線
- 日野リエッセ（黄色）

■湯の児線
- 日野ポンチョ（あお色）

■茂道-湯の鶴線
- 日野ポンチョ（おれんじ色）